# Veaceslav Posmac
Veaceslav Posmac (n. 7 noiembrie 1990, Vulcănești, URSS) este un fotbalist moldovean care în prezent joacă pe postul de fundaș la echipa națională de fotbal a Moldovei. 
A debutat la națională pe 14 iunie 2013, într-un meci amical contra Kârgâzstanului.
Din 2009 până în 2012 a evoluat la FC Sfântul Gheorghe Suruceni, jucând 95 de meciuri și marcând 5 goluri. În iunie 2012 s-a transferat la FC Dacia Chișinău, pentru care a jucat 130 de meciuri și a marcat 9 goluri. Începând cu vara anului 2017 evoluează la Sheriff Tiraspol.